# Günther Leibfried
Günther Leibfried (Fraulautern, 1º giugno 1915 – Aquisgrana, 20 giugno 1977) è stato un fisico tedesco; dedicò gran parte della sua vita allo studio della fisica della materia condensata.